# Francisco Grillo
Francisco Grillo ( Buenos Aires, Argentina, 21 de febrero de 1915 – Buenos Aires, 29 de marzo de 1985, que usaba el seudónimo de Rubí, fue un bandoneonista y director de orquesta dedicado al género del tango.

## Actividad profesional
Nacido en el barrio de Almagro, hizo su debut profesional a los 20 años como bandoneonista en la orquesta de Antonio Arcieri y dos años después conducía su propio conjunto en el que participaban, entre otros, José Basso, por entonces de 18 años, como pianista y Juan Carlos Miranda y Alberto Ayerza como cantores.
En radio debutó  en 1941, en la radioemisora Radio Splendid contando con el cantor Alberto Amor, quien más adelante seguiría su carrera destacándose en la orquesta de Rodolfo Biagi. En 1945 condujo la Orquesta Estable de Radio Belgrano, con la cual acompañó con gran suceso presentaciones de Azucena Maizani y de Héctor Mauré. Entre los músicos que se recuerdan como destacados de su formación se encuentran los bandoneonistas Ángel Genta, Andrés Natale y Vicente Todaro y también el joven cantor Fontán Luna, quien después integró la orquesta de Astor Piazzolla.
El cantor  rosarino Raúl Ledesma debutó en su orquesta en 1949 y al año siguiente se incorporaron los cantores Roberto Campos y Raúl Palacios. Actuaron en Radio Argentina y Radio Mitre y  se presentaba en el cabaré Derby. Cuando aparece la televisión en el país en 1951 participaba en casi todos los programas musicales de la por entonces única televisora Canal 7.
En 1952 en el Teatro Presidente Alvear  que en ese momento había sido rebautizado Teatro Enrique Santos Discépolo participó junto a las más mayores orquestas del género, las dirigidas por Juan D'Arienzo, Aníbal Troilo, Francisco Canaro, Horacio Salgán, Francini-Pontier y Francisco Rotundo del ciclo Conciertos semanales de tangos y en 1953 grabó  para el sello Pathé los tangos cantados por Alberto Amor Una página en blanco, del propio Grillo con letra de Juan Cirilo Ramírez (1953), y Desvelo (1954) con música de Eduardo Bonessi y letra de Enrique Cadícamo y los instrumentales, Criolla linda y Lágrimas.
Al ser derrocado el presidente Juan Perón, el 16 de septiembre de 1955, fue investigado y pasó un tiempo encarcelado. En 1958 organizó una nueva orquesta y volvió a actuar en los estudios de Radio Belgrano con los cantores Osvaldo Jordán y Roberto Campos.
En 1976 regresó a la música para actuar en diversos programas de televisión. Dos años después trabajó en el cabaré Marabú, de la calle Maipú 375, con su orquesta y la voz de Alfredo Del Río y grabó los tangos Tuya, cantado por Zulema Robles y el instrumental La cachila.
De su obra no muy extensa como compositor pueden recordarse Esperándote, con versos de Alfredo Bigeschi, que registró con la voz de Zulema Robles; el ya nombrado En una página en blanco; Cada cual con sus ideas, letra de Julio Camilloni que registró con Roberto Campos y Romance popular, con letra de Francisco García Jiménez que grabó con Juan Carlos Miranda.

## Actividad política y gremial
En 1973 fue elegido concejal de la Capital Federal por el Frente Justicialista de Liberación. En sus últimos años de vida Grillo tuvo actividad gremial en el Sindicato de Músicos. 